# Albert Speer
Berthold Konrad Hermann Albert Speer (Mannheim, 19 de marzo de 1905-Londres, 1 de septiembre de 1981), conocido como Albert Speer, fue un arquitecto alemán que ejerció como ministro de Armamento y Producción de Guerra de la Alemania nazi durante gran parte de la Segunda Guerra Mundial. Aliado cercano de Adolf Hitler, fue condenado en los juicios de Núremberg y sentenciado a veinte años de prisión.
Arquitecto de formación, Speer se afilió al Partido Nazi en 1930 o en 1931. También en 1931 ingresó en las SA. Sus conocimientos de arquitectura le permitieron destacar dentro del partido[cita requerida] y llegó a convertirse en miembro del círculo más cercano de Hitler. El Führer le encargó el diseño y construcción de edificios como la Cancillería del Reich y el Campo Zeppelín para los Congresos de Núremberg. En 1937 Hitler lo nombró inspector general de edificios de Berlín, cargo desde el que fue el responsable del Departamento Central de Reasentamiento, que desalojó a propietarios judíos de sus hogares en la capital alemana. En febrero de 1942, Speer fue designado ministro de Armamento y Producción de Guerra del Reich. Sirviéndose de estadísticas manipuladas, se promocionó a sí mismo como el responsable del «milagro del armamento» que permitió que Alemania se mantuviera en la guerra. En 1944 creó un equipo de trabajo para aumentar la producción de aviones de combate. También fue uno de los responsables principales en la explotación de trabajadores forzados en beneficio del esfuerzo bélico alemán.
Después de la guerra, Speer estuvo entre los veinticuatro «principales criminales de guerra» arrestados y acusados de los crímenes del régimen nazi en los juicios de Núremberg. Fue declarado culpable de crímenes de guerra y de crímenes de lesa humanidad, sobre todo por haber empleado trabajadores forzados, y se salvó por poco de la pena de muerte. Tras cumplir toda su condena, fue puesto en libertad en 1966. Utilizó sus escritos de prisión como base de dos libros autobiográficos, Memorias: Hitler y el Tercer Reich vistos desde dentro y Diario de Spandau. Sus libros fueron un éxito porque a los lectores les fascinaba tener una visión del interior del Tercer Reich. Albert Speer falleció por un infarto cerebral durante una visita a Londres en 1981. Se conserva muy poco de sus obras de arquitectura.
A través de sus autobiografías y entrevistas, Speer construyó cuidadosamente una imagen de sí mismo como un hombre que lamentaba profundamente no haber descubierto los monstruosos crímenes del Tercer Reich. Continuó negando el conocimiento explícito y la responsabilidad del Holocausto, una imagen de su figura que predominó en la historiografía en las décadas posteriores a la guerra, durante las cuales se creó «El mito de Speer»: era visto como un tecnócrata apolítico responsable de revolucionar la máquina de guerra alemana. El mito comenzó a desmoronarse en la década de 1980, cuando el milagro armamentístico se atribuyó a la propaganda nazi. El historiador británico Adam Tooze escribió que la idea de que Speer era un tecnócrata apolítico era «absurda», mientras que Martin Kitchen declaró que gran parte del aumento en la producción de armas de Alemania se debió en realidad a los sistemas creados por su predecesor Fritz Todt y, además, que Speer estuvo íntimamente involucrado en la «Solución final».

## Primeros años
Albert Speer nació en Mannheim, en el seno de una familia adinerada de clase media–alta, segundo de los tres hijos de Luise Máthilde Wilhelmine (Hommel) y Albert Friedrich Speer. En 1918 la familia arrendó su residencia en Mannheim y se trasladó a una casa que tenían en Heidelberg. De acuerdo con Henry T. King, fiscal adjunto en los juicios de Núremberg que más tarde escribió un libro sobre Speer, «el amor y la calidez escaseaban en el hogar de juventud de Speer». Sus hermanos Ernst y Hermann lo acosaron durante la infancia. Speer fue un activo deportista que practicó esquí y montañismo. Siguió los pasos de su padre y su abuelo y estudió arquitectura.
Comenzó sus estudios de arquitectura en la Universidad de Karlsruhe en lugar de en una institución más prestigiosa por culpa de la crisis de hiperinflación de 1923, que limitó los ingresos de sus padres. Al año siguiente, con el alivio de la crisis, se trasladó a la «mucho más reputada» Universidad Técnica de Múnich y en 1925 se trasladó de nuevo, en este caso a la Universidad Técnica de Berlín, donde estudió con Heinrich Tessenow, a quien Speer admiraba. Tras aprobar sus exámenes en 1927, Speer se convirtió en asistente de Tessenow, un gran honor a sus 22 años porque así pudo impartir algunas de las clases de Tessenow mientras continuaba con sus estudios de posgrado. En Múnich y Berlín comenzó una estrecha amistad que duraría medio siglo con Rudolf Wolters, quien también estudió con Tessenow.
A mediados de 1922 Speer empezó a cortejar a Margarete (Margret) Weber (1905–1987), hija de un próspero industrial que empleaba a 50 trabajadores. Esta relación no era aprobada por la conciencia de clase de su madre, que sentía que los Weber eran de clase inferior, a pesar de lo cual la pareja contrajo matrimonio en Berlín el 28 de agosto de 1928; pasaron siete años hasta que Margarete Speer fue invitada a quedarse en casa de sus suegros. La pareja tuvo seis hijos, pero Speer se distanció progresivamente de su familia a partir de 1933 y también después de salir de prisión en 1966, a pesar de los esfuerzos de él por forjar vínculos más estrechos.

## Arquitecto del partido y funcionario del gobierno

### Ingreso en el partido (1931-1934)
En enero de 1931, Speer solicitó la afiliación al Partido Nazi y, el 1 de marzo de 1931, se convirtió en el miembro número 474 481. Ese mismo año, con los estipendios reduciéndose en medio de la Gran Depresión, renunció a su puesto como asistente de Tessenow y se mudó a Mannheim, con la esperanza de ganarse la vida como arquitecto. Tras fracasar en este empeño, su padre le dio un trabajo a media jornada como gerente de sus propiedades. En julio de 1932, los Speer visitaron Berlín para dar apoyo al Partido antes de las elecciones al Reichstag y mientras estaban allí su amigo, el oficial del partido nazi Karl Hanke, recomendó al joven arquitecto a Joseph Goebbels para ayudar a renovar la sede central del partido en Berlín. Cuando completó este encargo, Speer regresó a Mannheim mientras Hitler asumía el cargo de canciller en enero de 1933.

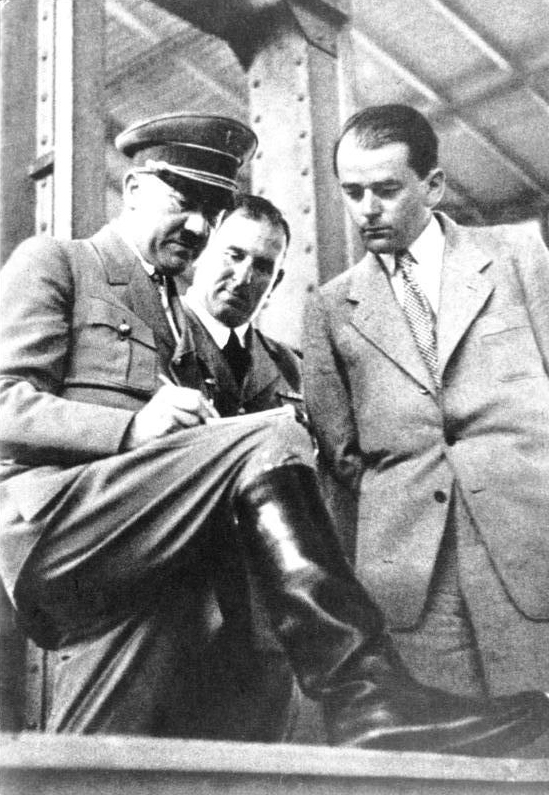
Speer junto a Hitler en Núremberg en 1933.

Los organizadores del congreso del partido Nazi en Núremberg en 1933 llamaron a Speer para que presentara sus diseños y le pusieron en contacto con Hitler por primera vez. Ni los organizadores ni Rudolf Hess estaban dispuestos a decidir qué plan era aprobado, por lo que Hess envió a Speer al apartamento de Hitler en Múnich para buscar su aprobación. Este trabajo le dio su primer puesto nacional como «Comisionado para la Presentación Artística y Técnica de los Congresos y Demostraciones del Partido».
Poco después de llegar al poder, Hitler comenzó a hacer planes para reconstruir la cancillería y a finales de 1933 contrató a Paul Troost para renovar todo el edificio y a Speer, cuyo trabajo para Goebbels lo había impresionado, para gestionar las obras. Como canciller, Hitler tenía una residencia en el edificio e iba todos los días para ser informado por Speer sobre el progreso de la construcción. Tras uno de estos encuentros, Hitler lo invitó a almorzar, para gran excitación del arquitecto. Este se convirtió rápidamente en parte del círculo íntimo de Hitler, y esperaba la llamada del canciller por la mañana para pasear o charlar, ofrecer asesoramiento en materia arquitectónica y discutir sus ideas. La mayoría de los días lo invitaban a cenar.
En sus memorias Speer afirma que el partido nazi le ofreció una «nueva misión» y en una entrevista con William Hamsher dijo que se unió al partido para «salvar a Alemania del comunismo». Después de la guerra, afirmó haber tenido poco interés en la política y que se había unido casi por casualidad. Al igual que muchos de los que ostentaron poder en el Tercer Reich, él no fue un ideólogo, sino un «un antisemita instintivo». El historiador Magnus Brechtken dijo que Speer no pronunciaba discursos antisemitas, que su antisemitismo se puede entender mejor a través de sus acciones antisemitas y que, a lo largo de su vida, sus motivaciones fueron acumular poder, gobernar y adquirir riqueza.

### Arquitecto nazi (1934-1937)

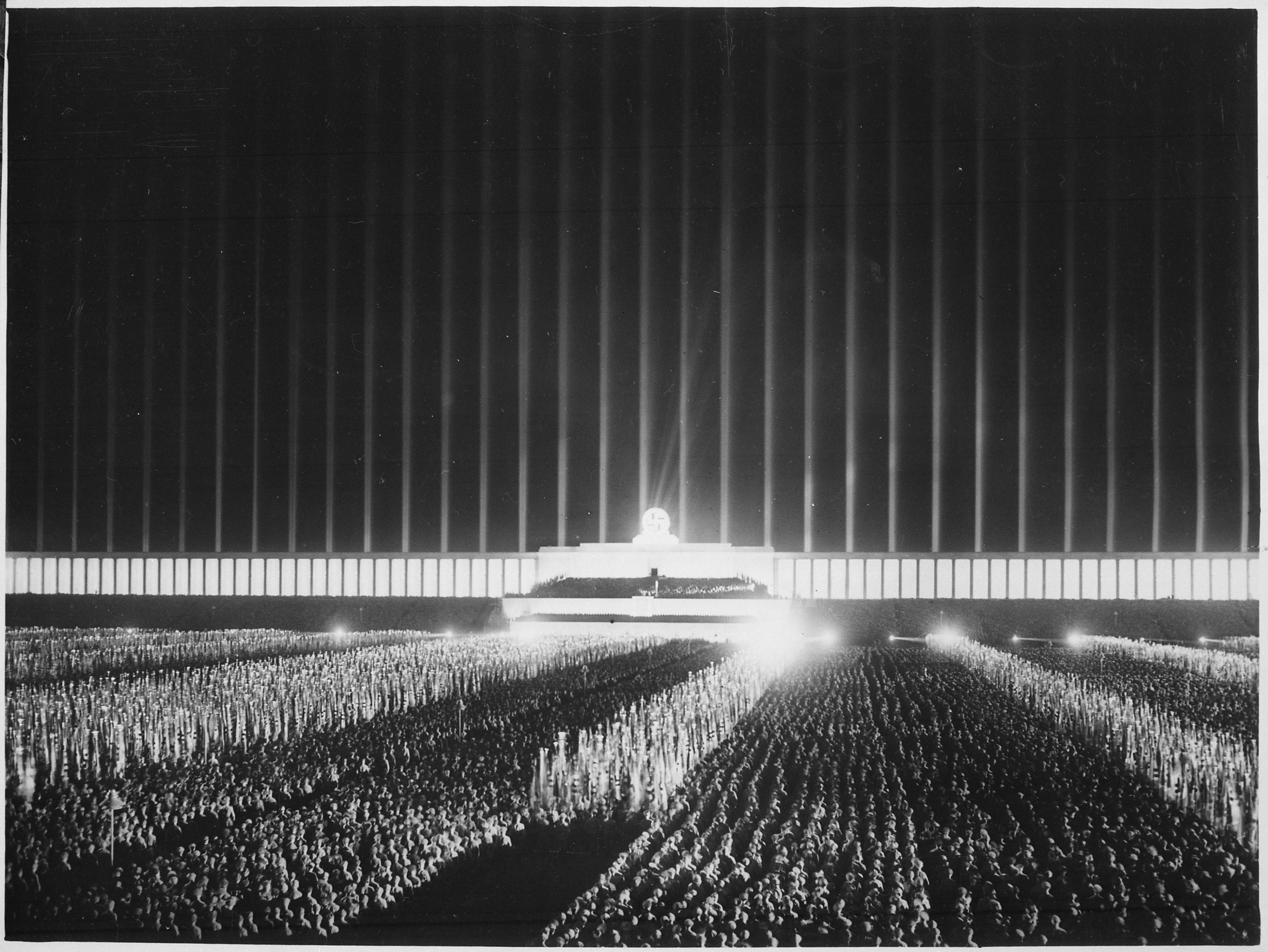
La Catedral de Luz sobre la tribuna del Campo Zeppelín en septiembre de 1937.

A la muerte de Troost el 21 de enero de 1934, Speer lo reemplazó como arquitecto jefe del partido. Hitler lo nombró dirigente de la Oficina Principal de la Construcción, puesto con el que entró nominalmente en el equipo de Rudolf Hess. Uno de sus primeros encargos tras la muerte de Troost fue el Campo Zeppelín, el campo de desfiles militares que aparece en el documental de Leni Riefenstahl El triunfo de la voluntad y que tenía capacidad para 340 000 personas. Speer insistió en que se celebraran de noche el mayor número de espectáculos posibles tanto para resaltar los efectos de iluminación como para ocultar a los miembros del Partido Nazi, muchos de los cuales tenían sobrepeso. Núremberg fue sede de muchos de los edificios oficiales del Partido Nazi, pero algunos nunca se construyeron, como el Deutsches Stadion, que podría haber acomodado a 400 000 espectadores. Modificó los planes de Werner March para el Estadio Olímpico de los Juegos Olímpicos de Berlín de 1936 añadiendo un exterior de piedra que gustó a Hitler. También diseñó el pabellón alemán para la Exposición Internacional de París de 1937. Mientras planeaba estas estructuras, inventó la teoría del «valor de la ruina» –Die Ruinenwerttheorie–: el edificio no solo está construido para ser utilizado por sus contemporáneos, sino también para suscitar la admiración de quienes lo encontrarán en el estado de vestigio mil años después.

### Inspector general de edificios de Berlín (1937-1942)
En 1937 Hitler nombró a Speer inspector general de los edificios de la capital del Reich con el rango de subsecretario de estado en el gobierno del Reich. Este puesto suponía extraordinarios poderes sobre el gobierno de la ciudad de Berlín y lo hizo responsable solo ante Hitler. También hizo al arquitecto miembro del Reichstag, aunque este organismo tenía entonces muy poco poder efectivo. El canciller le ordenó elaborar planos para reconstruir Berlín como capital del mundo, Welthauptstadt Germania. Speer elaboró un trazado que se basaba en una larga avenida de cinco kilómetros que corría de norte a sur y que el arquitecto llamó Prachtstrasse, la Calle de la Magnificencia, o también el «Eje norte-sur». En el extremo norte de esta avenida dispuso la Volkshalle, un enorme edificio de asamblea techado con una gigantesca cúpula de más de 200 metros de altura y con espacio interior para 180 000 personas. En el extremo sur de la avenida habría un arco de triunfo, también de colosales proporciones, de al menos 120 metros de altura y capaz de contener el Arco de Triunfo de París. La principal estación de ferrocarril existente iba a ser demolida y en su lugar se levantarían otras dos grandes estaciones. Contrató a Wolters para su equipo de diseño y le dio una especial responsabilidad para diseñar la Prachtstrasse. El estallido de la Segunda Guerra Mundial en septiembre de 1939 obligó a posponer y finalmente abandonar estos planes.

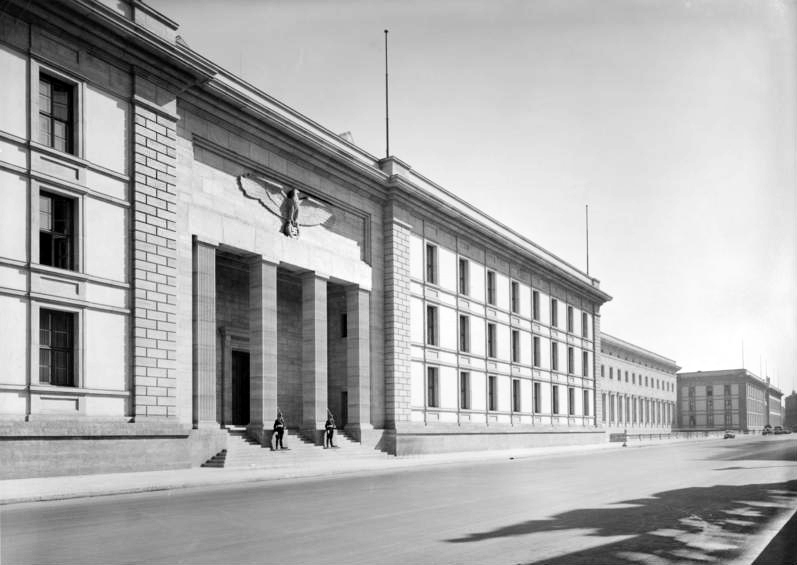
Fachada de la nueva Cancillería del Reich en marzo de 1939.

Desde 1934 se estaba planificando la construcción de una nueva Cancillería del Reich. El terreno se adquirió a finales de 1934 y a comienzos de marzo de 1936 se derribaron algunos edificios para ensanchar la calle Voßstraße. Speer estuvo implicado virtualmente en este proyecto. Tras la Noche de los cuchillos largos se le había encargado renovar el Palacio Borsig en la esquina de Voßstraße con Wilhelmstraße como sede de las SA. Los trabajos preliminares para la nueva cancillería estuvieron completos en mayo de 1936. En junio de ese año el arquitecto cobró unos honorarios personales de 30 000 Reichsmark y estimó que la cancillería estaría terminada en un plazo de tres o cuatro años. Los planes detallados estuvieron listos en julio de 1937 y la primera estructura se completó el 1 de enero de 1938. Poco después, el 27 de enero, Speer recibió plenos poderes por parte de Hitler para que finalizara la nueva cancillería en la fecha límite del 1 de enero de 1939. Con fines propagandísticos, Hitler afirmó durante la ceremonia de finalización el 2 de agosto de 1938 que había ordenado a Speer que terminara la cancillería ese año. Debido a la escasez de mano de obra, Speer obligó a los obreros a trabajar en dos turnos de diez y doce horas. Las Schutzstaffel (SS) construyeron en 1938 dos campos de concentración y obligaron a los internos a extraer piedras para su construcción. A instancias de Speer, se construyó una fábrica de ladrillos cerca del campo de concentración de Oranienburg; cuando le comentaron las pobres condiciones del lugar, el arquitecto dijo: «Los judíos se acostumbraron a hacer ladrillos cuando eran esclavos de los egipcios». La cancillería estuvo terminada a comienzos de enero de 1939 y el edificio fue aclamado por Hitler como «la gloria suprema del gran imperio político alemán».

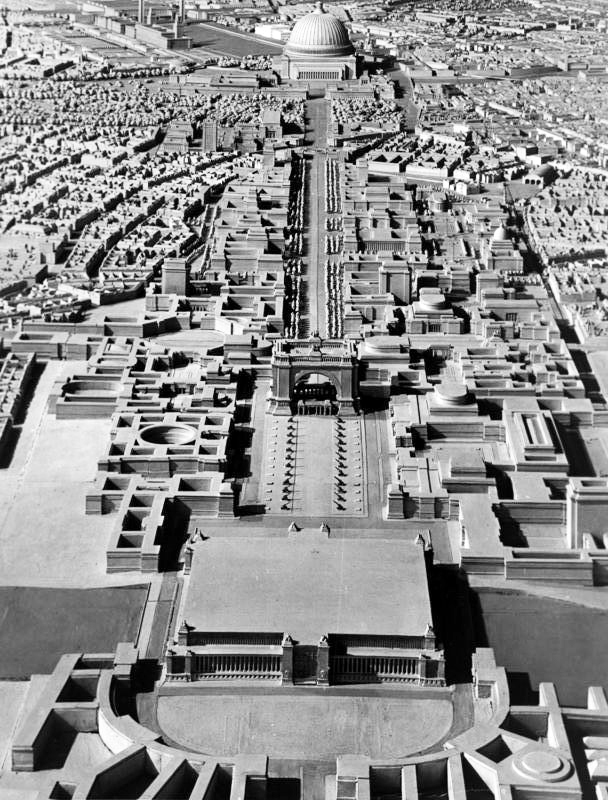
La gran cúpula del Volkshalle diseñado por Speer en la parte superior de esta maqueta de la remodelación de Berlín deseada por Hitler.

Durante el proyecto de la nueva cancillería se produjo el pogromo de la Noche de los cristales rotos (Kristallnacht). Speer no hizo mención a este suceso en el primer borrador de sus Memorias, y fue solo tras el aviso urgente de su editor que añadió una reseña que afirma que vio desde su coche las ruinas de la Sinagoga Central de Berlín. La Kristallnacht aceleró los esfuerzos de Speer por desahuciar de sus hogares a los judíos de Berlín. De 1939 en adelante el Departamento que dirigía aplicó las Leyes de Núremberg para desalojar a los inquilinos judíos en Berlín, para así hacer sitio a inquilinos no judíos desplazados por la reurbanización o los bombardeos. Finalmente, 75 000 judíos resultaron desplazados por estas medidas. Speer negó que supiera que los estaban subiendo a los trenes del Holocausto y afirmó que los desplazados eran «completamente libres y que sus familias todavía estaban en sus apartamentos». También dijo: «... de camino a mi ministerio en la autopista de la ciudad, pude ver ... multitudes de personas en los andenes de la cercana Estación de ferrocarril Nikolassee. Sabía que estos debían ser judíos de Berlín que estaban siendo evacuados. Estoy seguro de que un sentimiento opresivo me golpeó al pasar. Presumiblemente sentí eventos sombríos». El historiador alemán Matthias Schmidt afirmó que Speer en persona inspeccionó campos de concentración y describió sus relatos como «una farsa absoluta». Martin Kitchen escribió que este repetía a menudo de manera hueca que no sabía nada de las «cosas terribles», porque no solo era plenamente consciente del destino de los judíos, sino que participaba activamente en su persecución.
Cuando Alemania hizo estallar la Segunda Guerra Mundial en Europa, Speer puso en marcha escuadras de reacción rápida para construir carreteras o limpiar escombros. Recurrió a trabajadores forzados para estos trabajos junto a obreros alemanes libres. Los trabajos de construcción se detuvieron en Berlín y Núremberg con el estallido de la contienda. Aunque el almacenamiento de materiales y otros trabajos continuaron, esto también se detuvo a medida que se necesitaban más recursos para la industria armamentística. Las oficinas de Speer emprendieron trabajos de construcción para cada rama del ejército y para las SS utilizando mano de obra forzada. El negocio de la construcción lo convirtió en uno de los miembros más ricos de la élite nazi.

## Ministro de Armamento

### Nombramiento y poder creciente

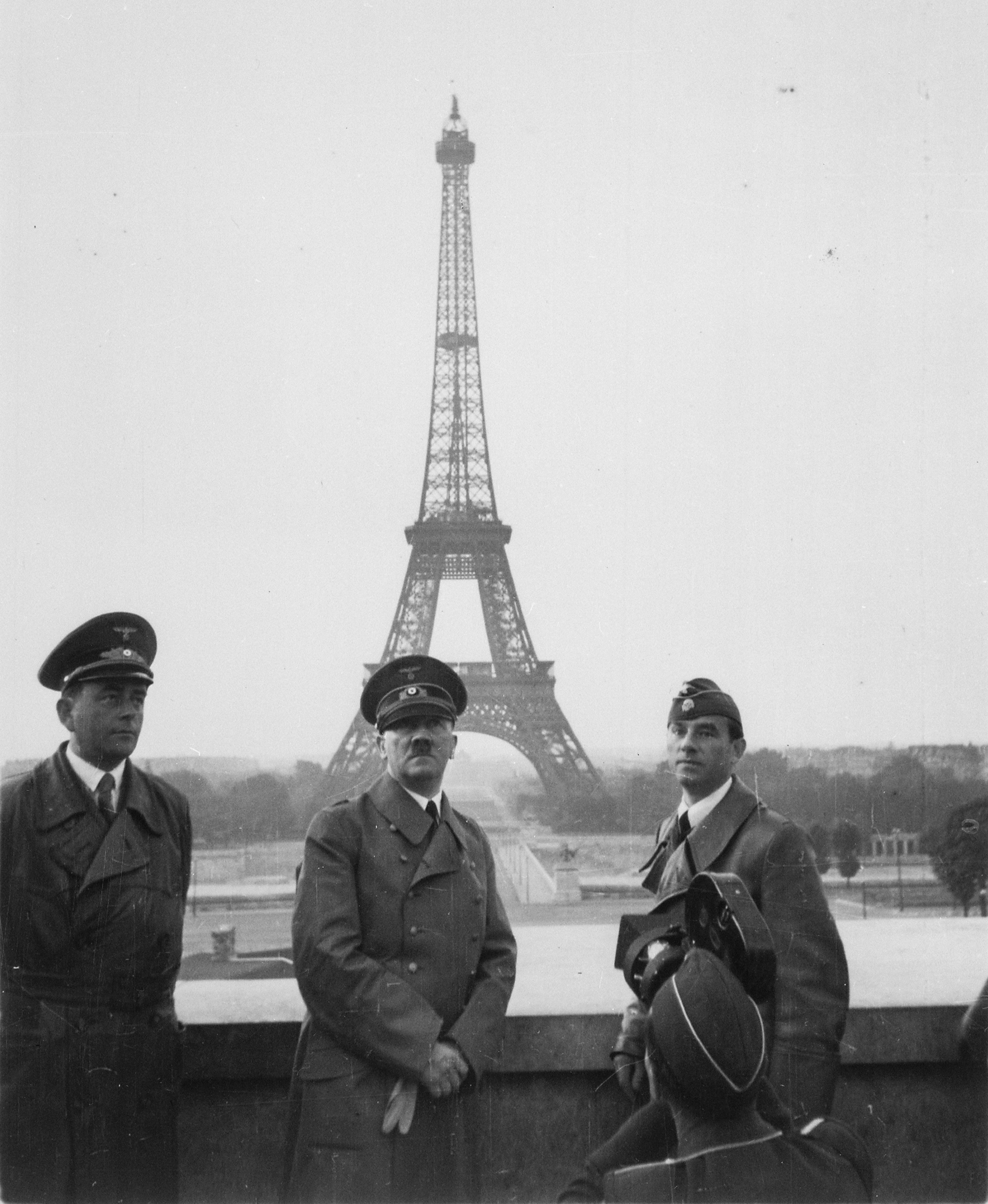
Speer (izq.) junto a Hitler y el escultor Arno Breker en el París ocupado el 23 de junio de 1940.

El 8 de febrero de 1942 el ministro de Armamento Fritz Todt moría en un accidente de avión poco después de despegar del cuartel oriental de Hitler en Rastenburg. Speer, que llegó a Rastenburg la noche anterior, había aceptado el ofrecimiento de Todt para volar con él a Berlín, pero lo canceló pocas horas antes del despegue porque había estado hasta tarde en una reunión nocturna con Hitler. El Führer designó a Speer sustituto de Todt, una elección nada sorprendente según el historiador británico Martin Kitchen porque el arquitecto era un hombre fiel a Hitler que además tenía experiencia en la construcción de campos de prisioneros y otras estructuras militares. Además, lo designó jefe de la Organización Todt, una enorme empresa constructora estatal. Como era habitual, el canciller no dio a Speer ningún mandato claro, sino que dejó que se abriera hueco entre la élite del nazismo en la lucha por el poder y el control, un empeño en el que se mostraría ambicioso, implacable y despiadado. El nuevo ministro se propuso no solo obtener el control de la producción de armamento para el ejército, sino para todas las fuerzas armadas. No mostró a sus rivales políticos que sus llamadas a la racionalización y la reorganización escondían su deseo de apartarlos y tomar el control.
Speer era festejado en esa época, como también lo fue en la posguerra, por el «milagro del armamento» que consistió en un espectacular aumento en la producción de material militar en Alemania. Este milagro se detuvo en el verano de 1943 por, entre otras causas, los persistentes bombardeos aliados sobre el país. A aquel aumento productivo probablemente contribuyeron más otros factores que el propio Speer. La fabricación de armas en Alemania ya había comenzado a aumentar antes, bajo dirección de su predecesor Todt. El armamento naval no estuvo bajo control de Speer hasta octubre de 1943 y el de la fuerza aérea hasta junio del año siguiente, a pesar de lo cual todos mostraron un aumento comparable al que controlaba el ministro de armamento. Otro factor que contribuyó al auge de las municiones fue la política de asignar más carbón a la industria del acero. La producción de cada tipo de arma alcanzó su punto máximo en junio y julio de 1944, pero a partir de agosto de 1944 el crudo rumano dejó de estar disponible y por tanto el combustible empezó a escasear. La producción de petróleo decayó tanto que imposibilitó cualquier acción ofensiva y el armamento quedó almacenado.

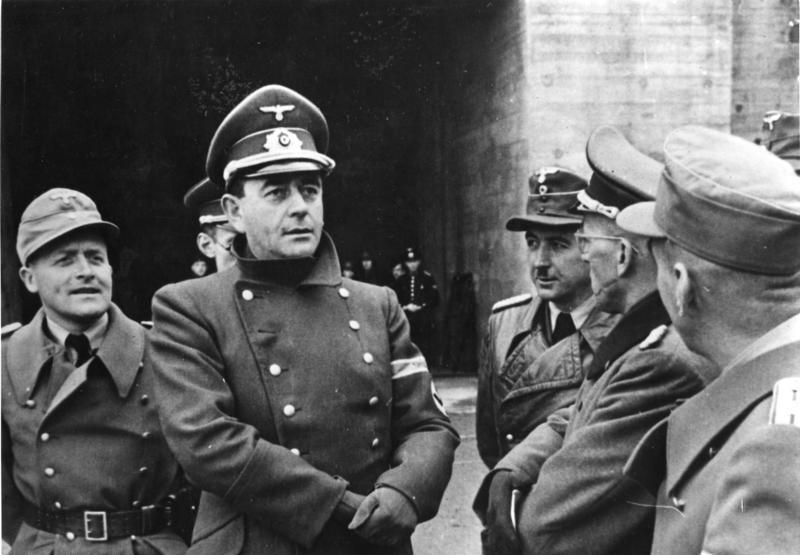
Speer inspeccionando las obras del Muro atlántico en mayo de 1943.

Como ministro de Armamento, era el responsable de suministrar armas al ejército. Tras acordarlo con Hitler, decidió priorizar la construcción de carros de combate y se le dieron plenos poderes para asegurar su éxito. Hitler estuvo muy involucrado en el diseño de los tanques, pero cambiaba continuamente de opinión sobre sus especificaciones, lo cual retrasó el programa sin que Speer pudiera remediar la situación. En consecuencia, a pesar de que la producción de tanques tenía la máxima prioridad, se gastó relativamente poco del presupuesto de armamento en ella y eso llevó a una derrota importante del ejército alemán en la batalla de Projorovka, un importante punto de inflexión en el frente oriental contra el Ejército Rojo soviético.
Como jefe de la Organización Todt, estuvo directamente involucrado en la construcción y modificación de campos de concentración. Acordó ampliar Auschwitz y algunos otros campos, asignando 13,7 millones de Reichsmark para esos trabajos. Esto permitió construir 300 barracones adicionales en Auschwitz, aumentando su capacidad total hasta 132 000 internos. En las obras se incluyó material para construir cámaras de gas, crematorios y morgues. Las SS llamaron a esto el «Programa Especial del Profesor Speer».
Speer se dio cuenta de que, con seis millones de trabajadores alistados en las fuerzas armadas, había una escasez importante de mano de obra en la economía de guerra e insuficientes trabajadores para sus fábricas. La respuesta de Hitler fue designar a Fritz Sauckel como un «dictador de mano de obra» para conseguir nuevos trabajadores, empeño en el que colaboró con el ministro. Hitler dio a Sauckel total libertad para conseguir trabajadores, algo que deleitó a Speer, quien había solicitado un millón de trabajadores «voluntarios» para satisfacer las necesidades de la industria armamentista. Sauckel ordenó que se detuviera por la fuerza a los habitantes de pueblos enteros de Francia, Holanda y Bélgica y se los enviara a las fábricas. En otras ocasiones usó métodos todavía más brutales, como en zonas de la Unión Soviética donde habían actuado grupos de partisanos y en las que hombres y mujeres fueron detenidos en masa y enviados a trabajar por la fuerza en Alemania. Hacia abril de 1943, Sauckel había conseguido para Speer 1 568 801 trabajadores «voluntarios», que en realidad eran trabajadores forzados, prisioneros de guerra e internos de campos de concentración que el ministro usó en sus fábricas de armas. Fue principalmente por el maltrato a esta gente por lo que a Speer lo condenaron en los juicios de Núremberg.

### Consolidación de la producción de armas
El nombramiento como ministro de Armamento le dio a Speer únicamente el control sobre la producción de armas para el ejército, pero él codiciaba controlar la producción de suministros también para la Luftwaffe (fuerza aérea) y la Kriegsmarine (armada). Comenzó a extender su poder e influencia con una ambición inesperada sirviéndose de su estrecha relación con Hitler, lo cual le proporcionó protección política para ser capaz de burlar y superar a sus rivales en el régimen. El gabinete de Hitler no vio con buenos ojos sus tácticas, a pesar de lo cual fue capaz de acumular nuevas responsabilidades y más poder. En julio de 1943 ya había obtenido el control de la producción de armamentos para la Luftwaffe y la Kriegsmarine. En agosto de 1943, tomó el control de la mayor parte del Ministerio de Economía, para convertirse, en palabras del almirante Karl Dönitz, en «el dictador económico de Europa». Su título formal cambió a «Ministro del Reich para Armamento y Producción de Guerra». Se había convertido en una de las personas más poderosas de la Alemania nazi.
Speer y el elegido como director de construcción se submarinos, Otto Merker, creían que la industria naval estaba siendo frenada por métodos anticuados, y que los revolucionarios nuevos enfoques que impusieran ellos mejorarían drásticamente la producción. Esta creencia resultó incorrecta, y el intento de ambos de construir la nueva generación de submarinos de la Kriegsmarine, los Tipo XXI y Tipo XXIII, a base de secciones prefabricadas en diferentes instalaciones en lugar de en astilleros individuales contribuyó al fracaso de este programa estratégicamente importante. Los diseños se mandaban demasiado rápido a producción, por lo que los nuevos submarinos estaban plagados de fallos por culpa de las nuevas técnicas de construcción. Aunque se construyeron decenas de submarinos, muy pocos entraron en servicio.

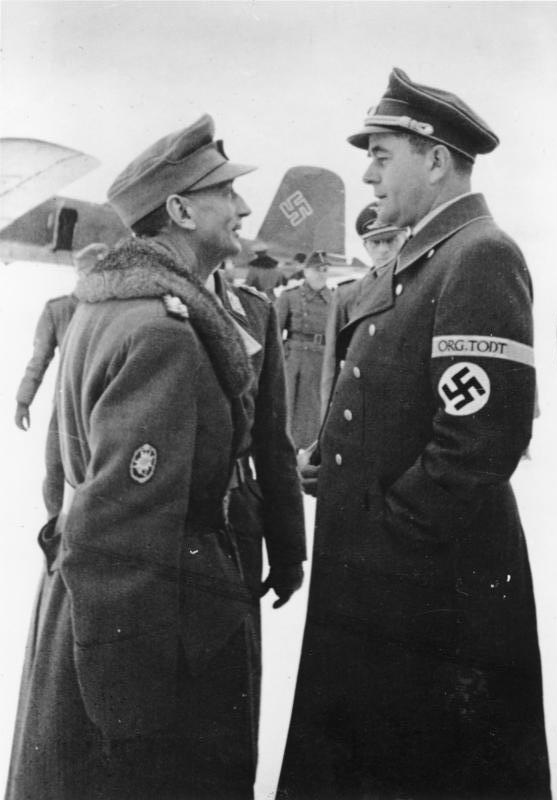
Speer (con la banda de la Organización Todt) y el general de la Wehrmacht Eduard Dietl en el aeropuerto de Rovaniemi en Finlandia en diciembre de 1943.

En diciembre de 1943, Speer visitó a los trabajadores de la Organización Todt en Laponia, pero estando allí se dañó gravemente la rodilla y estuvo incapacitado durante varios meses. Se puso bajo los dudosos cuidados del doctor Karl Gebhardt en una clínica médica llamada Hohenlychen, donde los pacientes «misteriosamente no lograban sobrevivir». A mediados de enero de 1944, sufrió una embolia pulmonar y cayó gravemente enfermo. Deseoso por retener su poder, no designó a un delegado y continuó dirigiendo el trabajo del Ministerio de Armamento desde su cama. Su enfermedad coincidió con la «Gran Semana» Aliada, una oleada de bombardeos aéreos sobre las fábricas alemanas que fueron un golpe devastador para la producción de aeronaves. Sus rivales políticos aprovecharon la oportunidad para socavar su autoridad y dañar su reputación ante Hitler, cuyo apoyo incondicional perdió junto con gran parte de su poder.
En respuesta a los bombardeos de los aliados, Adolf Hitler autorizó la creación de un comité de cazas de combate con el objetivo de garantizar la preservación y el aumento de la producción de aviones de combate. El grupo de trabajo se creó por una orden de Speer del 1 de marzo de 1944 con apoyo de Erhard Milch, del Ministerio del Aire del Reich. El resultado fue que la producción de aviones de combate se duplicó en Alemania entre 1943 y 1944, aunque este crecimiento se debió en gran parte a la construcción de aeronaves ya obsoletas que demostraron ser presa fácil para los cazas de los aliados. El 1 de agosto de 1944, el ministro fusionó este organismo con el recién creado comité de armamento (Rüstungsstab).
El comité de cazas de combate fue fundamental en el aumento de la explotación de trabajadores forzados en la economía de guerra. Las SS proporcionaron 64 000 prisioneros para veinte proyectos distintos de varios campos de concentración, incluyendo Mittelbau-Dora. Los prisioneros trabajaban para empresas como Junkers, Messerschmitt, Henschel y BMW, entre otras. Para aumentar la producción, Speer introdujo un sistema de castigos para sus trabajadores, por el cual a los que fingían enfermedad, se relajaban, saboteaban la producción o intentaban escapar, se les negaba la comida o se los enviaba a campos de concentración. En 1944 esto ya era habitual y más de medio millón de trabajadores fueron arrestados. En esa época 140 000 personas trabajaban por la fuerza en las fábricas subterráneas, que eran verdaderas trampas mortales por la disciplina brutal y las habituales ejecuciones. Por ejemplo, se acumularon tantos cadáveres en la fábrica subterránea de Dora que se saturó el crematorio. El propio personal de Speer describió las condiciones allí como un «infierno».

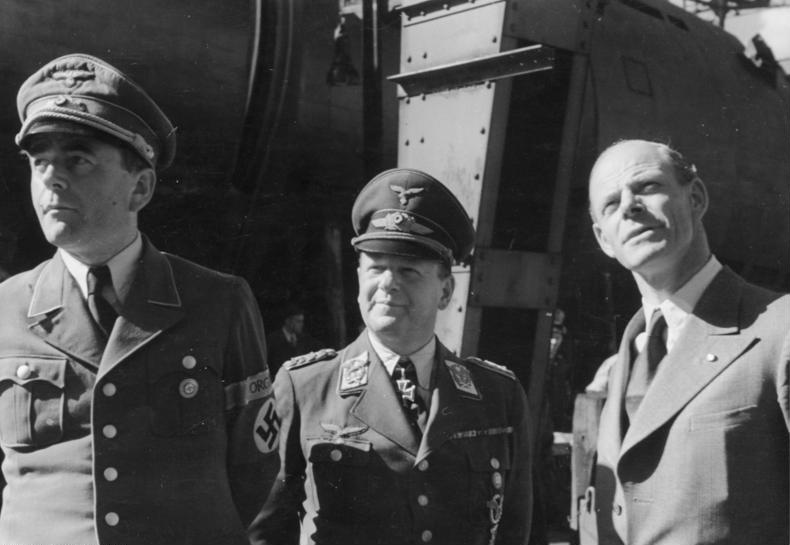
Speer con el mariscal de la Luftwaffe Erhard Milch y el diseñador de aeronaves Willy Messerschmitt en mayo de 1944.

El mayor avance tecnológico bajo su mando se produjo en el programa de cohetes, que había arrancado en 1932, pero no había suministrado ninguna arma reseñable. Speer lo apoyó con entusiasmo y en marzo de 1942 hizo un pedido de cohetes A4, el predecesor del primer misil balístico del mundo, el cohete V2. La investigación para su desarrollo, así como el de la bomba voladora V1, se hizo en las instalaciones de Peenemünde. El primer objetivo del V2 fue París el 8 de septiembre de 1944. El programa, aunque ya avanzado, demostró ser un impedimento para la economía de guerra porque requirió de una importante inversión de capital sin efectividad militar. Los cohetes fueron construidos en una fábrica subterránea en Mittelwerk, donde la mano de obra para construir los cohetes A4 provino del campo de concentración Mittelbau-Dora. De los 60 000 internos en este campo, 20 000 murieron debido a las pésimas condiciones.
En el verano de 1944, Speer ya había perdido el control de la Organización Todt y de la producción de armamento. Se opuso al atentado del 20 de julio de 1944 contra Hitler, no participó en el complot y desempeñó un papel menor en los esfuerzos del régimen para recuperar el control sobre Berlín después de que el Führer sobreviviera. Destapado este complot, los rivales del ministro atacaron a algunos de sus aliados más cercanos y su sistema de gestión cayó en desgracia ante los radicales del partido, con lo que perdió aún más autoridad.

### Derrota de la Alemania nazi
Las pérdidas territoriales y la incesante campaña de bombardeos estratégicos de los aliados causaron el colapso de la economía alemana a fines de 1944. Los ataques aéreos a la red de transporte fueron particularmente efectivos, ya que cortaron los principales centros de producción de los suministros esenciales de carbón. En enero de 1945, Speer le dijo a Goebbels que la producción de armamento podría mantenerse durante al menos un año. Sin embargo, concluyó que la guerra estaba perdida después de que las fuerzas soviéticas capturaran la importante región industrial de Silesia a finales de ese mes. A pesar de todo, el ministro creía que Alemania debía continuar en la guerra el mayor tiempo posible con el objetivo de obtener mejores condiciones de los Aliados que la rendición incondicional en la que insistían. Durante enero y febrero, afirmó que su ministerio entregaría «armas decisivas» y aumentaría la producción de armamento, lo cual «provocaría un cambio dramático en el campo de batalla». Speer obtuvo el control sobre los ferrocarriles en febrero y le pidió a Himmler que suministrara prisioneros de los campos de concentración para trabajar en su reparación.

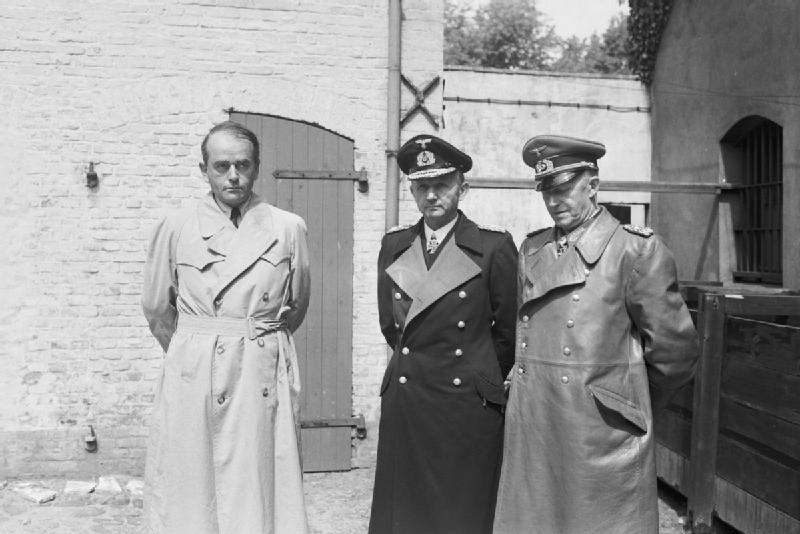
Albert Speer (izq.), Karl Dönitz y Alfred Jodl (derecha) tras ser arrestados por el ejército británico en Flensburgo en mayo de 1945.

A mediados de marzo, Speer había aceptado que la economía de Alemania colapsaría en las próximas ocho semanas. Si bien trató de frustrar las órdenes para destruir las instalaciones industriales en áreas en riesgo de captura, para que pudieran usarse después de la guerra, aún apoyaba continuar la guerra. Le entregó a Hitler un memorando el 15 de marzo, que detallaba la grave situación económica de Alemania y buscaba su aprobación para cesar las demoliciones de infraestructuras. Tres días después, también le propuso a Hitler que los recursos militares restantes de Alemania se concentraran a lo largo de los ríos Rin y Vístula en un intento por prolongar la lucha. Todo esto ignoraba la realidad militar, que era que las fuerzas armadas alemanas no podían igualar la potencia de fuego de los Aliados y se enfrentaban a una derrota total. Hitler no solo rechazó su propuesta de cesar las demoliciones, sino que emitió la «Orden Nerón» el 19 de marzo, que pedía la destrucción de todas las infraestructuras a medida que el ejército se retiraba. El ministro se horrorizó por esta orden y convenció a varios líderes militares y políticos para que la ignoraran. Durante una reunión con Speer entre el 28 y 29 de marzo, Hitler rescindió el decreto y le dio autoridad sobre las demoliciones. Este las detuvo, aunque el ejército continuó volando puentes.
En abril, quedaba poco de la industria armamentística alemana, y Speer tenía pocos deberes oficiales. Visitó el Führerbunker el 22 de abril por última vez, se reunió con Hitler y recorrió la cancillería dañada antes de abandonar Berlín para regresar a Hamburgo. El 29 de abril, el día antes de suicidarse, Hitler dictó un testamento político final que dejaba a Speer fuera del nuevo gobierno; su sustituto sería su subordinado, Karl Saur. A este le decepcionó que el Führer no lo eligiera como su sucesor. Después de la muerte de Hitler, ofreció sus servicios al llamado Gobierno de Flensburgo, encabezado por el sucesor de Hitler, Karl Dönitz. Asumió un papel en ese régimen de corta duración como ministro de Industria y Producción. A partir del 10 de mayo, Speer proporcionó información a los Aliados sobre los efectos de la guerra aérea y sobre otros muchos temas. El 23 de mayo, dos semanas después de la rendición de las fuerzas alemanas, las tropas británicas arrestaron a los miembros del Gobierno de Flensburgo y pusieron final formal a la Alemania nazi.

## Posguerra

### Juicios de Núremberg

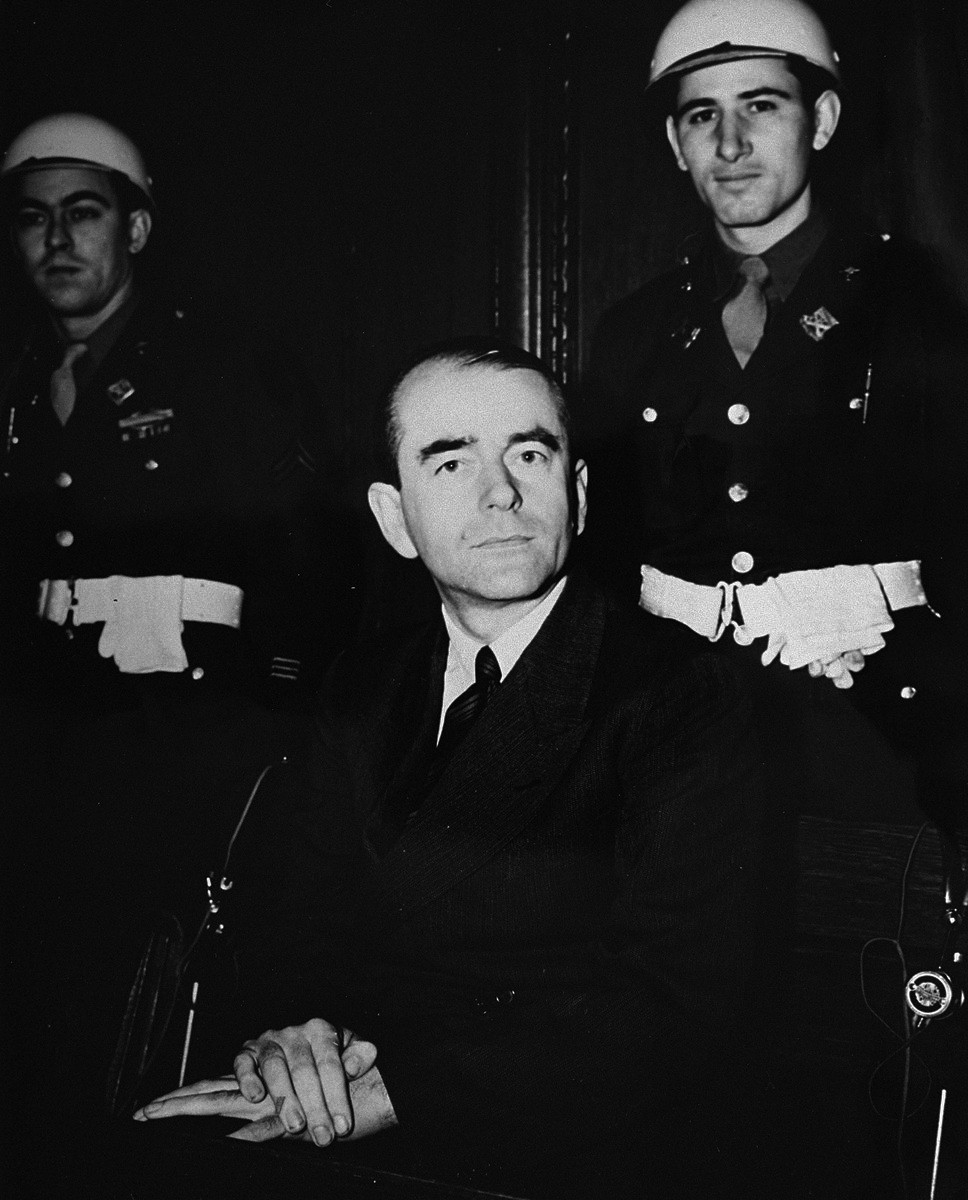
Speer en los juicios de Núremberg.

Speer fue llevado a varios centros de internamiento para funcionarios nazis e interrogado. En septiembre de 1945, le dijeron que lo juzgarían por crímenes de guerra, y varios días después, lo trasladaron a Núremberg y lo encarcelaron allí. Fue acusado de cuatro cargos: participar en un plan común o conspiración para perpetrar un crimen contra la paz, planear, iniciar y librar guerras de agresión y otros crímenes contra la paz, crímenes de guerra, y por último, crímenes de lesa humanidad.
Robert H. Jackson, juez de la Corte Suprema de los Estados Unidos y fiscal jefe estadounidense en Núremberg, alegó: «Speer se unió a la planificación y ejecución del programa para emplear prisioneros de guerra y trabajadores extranjeros en la industria de guerra alemana, que creció en producción mientras los trabajadores se morían de hambre». El abogado del antiguo ministro, Hans Flächsner, presentó a su defendido como un artista empujado a la vida política, que siempre había permanecido fuera de toda ideología.
Speer fue declarado culpable de crímenes de guerra y crímenes de lesa humanidad, aunque fue absuelto de los otros dos cargos. Había afirmado que no sabía nada de los planes de exterminio nazis y eso probablemente lo salvó de morir en la horca. Se supo que su afirmación era falsa tras el hallazgo de una carta privada escrita en 1971 y revelada públicamente en 2007. El 1 de octubre de 1946 fue sentenciado a veinte años de prisión. Aunque tres de los ocho jueces (dos soviéticos y el estadounidense Francis Biddle) inicialmente abogaron por condenarlo a muerte, el resto de jueces no lo hizo, y el acuerdo de sentencia se alcanzó tras dos días de debates.

### Encarcelamiento
El 18 de julio de 1947, Speer fue transferido a la prisión de Spandau en Berlín para cumplir su condena. Allí fue conocido como el Prisionero Número Cinco. Sus progenitores murieron mientras estaba encarcelado: su padre, que murió en 1947, despreciaba a los nazis y guardó silencio al encontrarse con Hitler, mientras que su madre, que murió en 1952, fue una nazi que había disfrutado mucho de cenar con el Führer. Rudolf Wolters y su secretaria durante años Annemarie Kempf, que no tenían permitida la comunicación directa con el antiguo ministro, hicieron lo que pudieron para ayudar a su familia y llevar a cabo las solicitudes que Speer le envió a su esposa, la única comunicación escrita que se le permitió oficialmente. A partir de 1948, Speer contó con los servicios de Toni Proost, un simpatizante neerlandés que pasó de contrabando su correo y sus escritos.

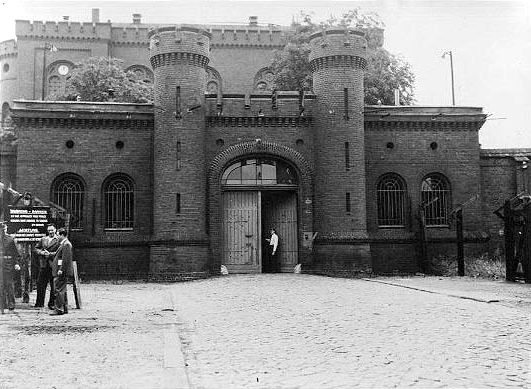
Speer cumplió casi toda su condena en la prisión de Spandau.

En 1949 Wolters le abrió una cuenta bancaria a Speer y comenzó a recaudar fondos entre los arquitectos e industriales que se habían beneficiado de las actividades del ministro durante la guerra. Inicialmente, los fondos se usaron solo para mantener a la familia de Speer, pero con el tiempo el dinero se usó para otros fines, como pagarle unas vacaciones a Toni Proost y sobornar a quienes pudieran asegurar su liberación. Una vez que el recluso supo de la existencia del fondo, Speer envió instrucciones detalladas sobre qué hacer con el dinero. Wolters recaudó un total de 158 000 marcos alemanes para Speer durante los últimos diecisiete años de su sentencia.
A los prisioneros se les prohibió escribir memorias. Sin embargo, Speer se las arregló para enviar 20 000 páginas de escritos a Wolters. Había completado sus memorias en noviembre de 1953, las cuales se convertirían en la base del libro Dentro del Tercer Reich. En Diarios de Spandau pretendía presentarse como un héroe trágico que había hecho un pacto con el diablo por el cual soportó una dura sentencia de prisión.
Gran parte de sus energías las dedicó a mantenerse en forma, tanto física como mentalmente, durante su largo encierro. Spandau tenía un gran patio cerrado donde a los reclusos se les asignaron terrenos para jardinería y Speer creó un elaborado jardín con césped, flores, arbustos y árboles frutales. Para hacer sus paseos diarios por el jardín más atractivos, se embarcó en un viaje imaginario alrededor del mundo. Midiendo cuidadosamente la distancia de su recorrido, las trasladó a la geografía del mundo real y llegó a caminar más de 30 000 km hasta que fue liberado, momento en el que estaba, imaginariamente, cerca de Guadalajara, México. También leyó, estudió revistas de arquitectura y repasó los idiomas inglés y francés. En sus escritos afirmó haber leído cinco mil libros mientras estuvo en prisión, una exageración porque tuvo poco más de un día para acabar cada uno de ellos.
Los defensores de Albert Speer no dejaron de pedir su liberación. Entre los que prometieron apoyo para que se conmutara su sentencia estuvieron el presidente de la república francesa Charles de Gaulle, el diplomático estadounidense George Wildman Ball y Willy Brandt, canciller de Alemania Occidental, que puso fin a los procedimientos de desnazificación en su contra que podrían haber acabado en la confiscación de sus bienes. Sus esfuerzos para que le concedieran una liberación anticipada quedaron en nada. La Unión Soviética, que había exigido una sentencia de muerte en el juicio, nunca lo consintió. Así, cumplió la totalidad de su condena y fue puesto en libertad en la medianoche del 1 de octubre de 1966.

### Liberación y vida posterior
La puesta en libertad de Albert Speer fue un acontecimiento mundial en los medios de comunicación. Los periodistas abarrotaron tanto las calles de los alrededores de Spandau como el vestíbulo del hotel berlinés en el que Speer pasó la noche. Habló poco y reservó la mayoría de sus palabras para una gran entrevista publicada en el periódico Der Spiegel en noviembre de 1966. Aunque afirmó que esperaba reanudar una carrera arquitectónica, su único proyecto, una colaboración para una cervecería, no tuvo éxito. En cambio, revisó sus escritos de Spandau en dos libros autobiográficos. Más tarde publicó un tercero sobre Himmler y las SS. Sus libros incluyen Memorias (en alemán Erinnerungen, literalmente Recuerdos) y Diario de Spandau, para cuya redacción recibió el asesoramiento de Joachim Fest y Wolf Jobst Siedler, de la editorial Ullstein. Por otra parte, se encontró incapaz de retomar la relación con sus hijos, incluso con su hijo Albert Speer Jr., que también era arquitecto. Según su hija Hilde, «Uno por uno mis hermanas y hermanos renunciaron. No había comunicación». Ayudó económicamente a su hermano Hermann después de la guerra, pero su otro hermano Ernst había muerto en la batalla de Stalingrado, a pesar de las repetidas peticiones de sus padres para que lo repatriara.
Después de ser puesto en libertad, Speer donó su diario personal al Archivo Federal de Alemania. Había sido editado por Wolters y no contenía ninguna mención a los judíos. El escritor inglés David Irving descubrió discrepancias entre el diario engañosamente editado y documentos independientes. Speer le había pedido a Wolters que destruyera el material que había omitido de su donación, pero Wolters se negó y conservó una copia original. La amistad entre ambos se deterioró y un año antes de la muerte de Speer, Wolters le dio al historiador alemán Matthias Schmidt acceso al diario sin alterar. Schmidt escribiría el libro Albert Speer: El fin de un mito, el primero que fue muy crítico con el antiguo ministro nazi.
Las memorias de Speer fueron un éxito fenomenal. Los lectores quedaron fascinados por una visión interna del Tercer Reich y así un importante criminal de guerra se convirtió en una figura popular casi de la noche a la mañana. Es importante destacar que proporcionó una coartada a los ya ancianos alemanes que habían sido nazis, porque si el mismísimo Albert Speer, tan cercano a Hitler y poderoso, no conocía el alcance total de los crímenes del régimen nazi y solo estaba «siguiendo órdenes», ellos también podrían decirse a sí mismos y a los demás que hicieron lo mismo. Speer proporcionó un lavado de cara a toda una generación de antiguos nazis. Tan grande era para todos ellos la necesidad de creer este «mito de Speer», que Fest y Siedler pudieron fortalecerlo, incluso frente a la creciente evidencia histórica de lo contrario.

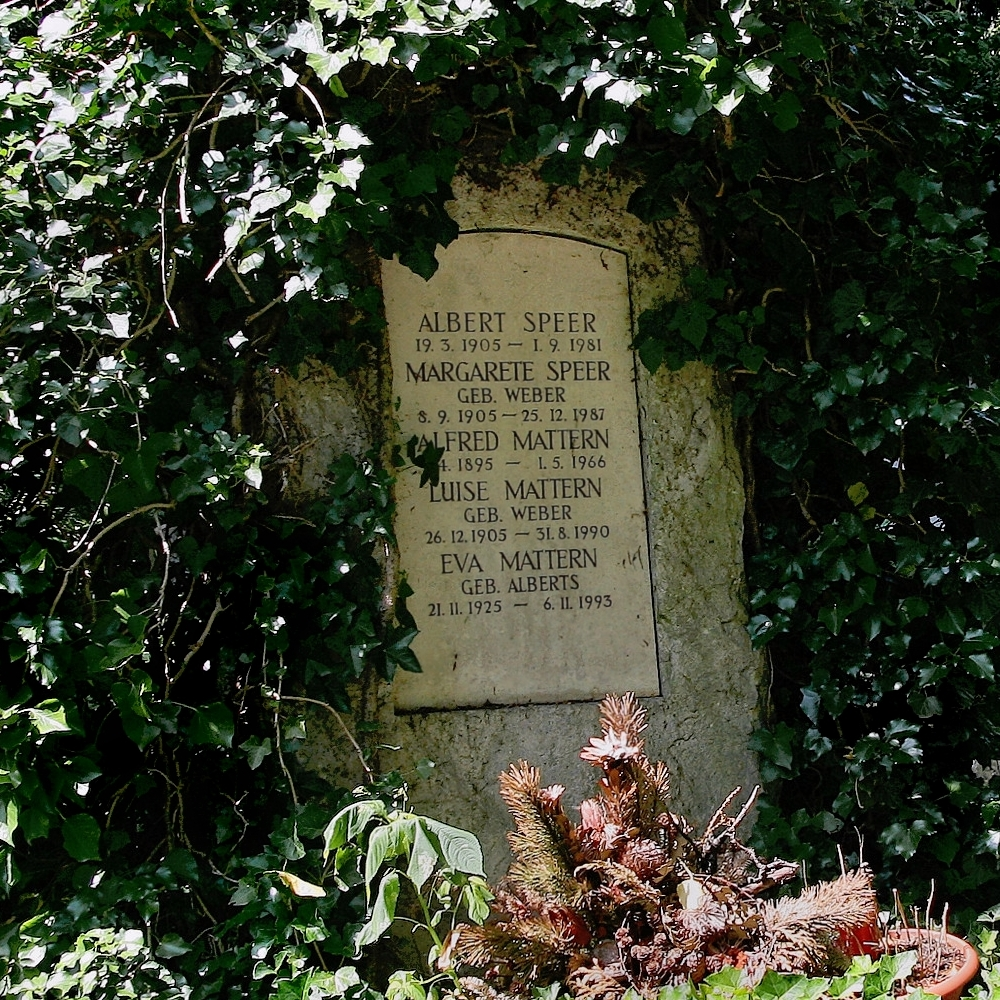
Tumba de Speer en Heidelberg.

Speer estuvo a disposición de historiadores y de cualquier otro interesado. En octubre de 1973 el arquitecto alemán hizo su primer viaje al Reino Unido para ser entrevistado en el programa Midweek de la BBC. Ese mismo año apareció entrevistado en la serie documental El mundo en guerra. Regresó a Londres en 1981 para participar en el programa Newsnight de la BBC, pero estando allí sufrió un derrame cerebral y murió el 1 de septiembre de 1981. Aunque no se había divorciado de su mujer, había entablado una relación con una alemana que vivía en Londres y se encontraba con ella en el momento de su muerte. Su hija Margret Nissen escribió en sus memorias publicadas en 2005 que después de abandonar la cárcel, su padre había empleado todo su tiempo en construir «El mito de Speer».

## El mito de Speer

### El buen nazi
Después de su liberación de Spandau, Speer se construyó la imagen del «buen nazi». Era un hombre bien educado, de clase media y burgués, en claro contraste con los psicópatas y asesinos que, en el imaginario popular, tipificaban a los «malos nazis». En sus memorias y entrevistas había distorsionado tanto la verdad y ocultado tantas cosas que sus mentiras se conocieron como «mitos». Speer llevó su creación de mitos a los medios de comunicación y sus «disculpas astutas» se reprodujeron innumerables veces en la Alemania de la posguerra. Isabell Trommer escribe en su biografía de Speer que Joachim Fest y Wolf Jobst Siedler fueron coautores de las memorias de Speer y cocreadores de sus mitos a cambio de una parte de sus derechos de autor y otros incentivos financieros. Speer, Siedler y Fest habían construido una obra maestra, la imagen del «buen nazi», que permaneció inalterable durante décadas, a pesar de las evidencias históricas que indicaban que era falsa.

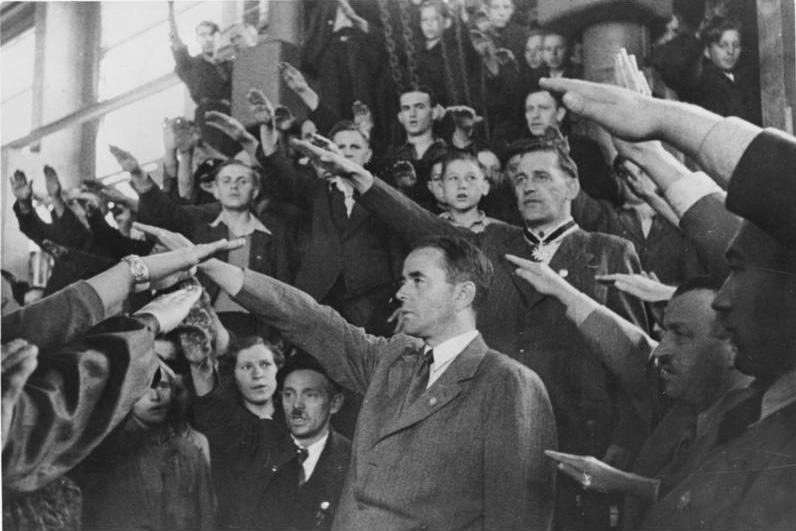
Speer durante una visita a una fábrica de municiones en mayo de 1944.

Speer había construido cuidadosamente una imagen de sí mismo como un tecnócrata apolítico que lamentaba profundamente no haber podido descubrir los monstruosos crímenes del Tercer Reich. Después de la muerte de Speer, Matthias Schmidt publicó un libro que demostró que había ordenado el desalojo de judíos de sus hogares en Berlín. Ya en 1999, los historiadores habían demostrado con claridad que había mentido extensamente. A pesar de ello, la reputación de Speer no cambió sustancialmente hasta que el director de cine Heinrich Breloer rodó en 2004 una producción televisiva biográfica que sería el comienzo de un proceso de desmitificación y revaluación crítica. El historiador británico Adam Tooze afirma en su libro The Wages of Destruction que Speer se había movido entre las filas del régimen de forma diestra y despiadada, y que la idea de que era un tecnócrata que cumplía órdenes a ciegas era «absurda». Trommer dijo que no era un tecnócrata apolítico, sino uno de los líderes más poderosos y con menos escrúpulos del régimen nazi. Martin Kitchen dijo que había engañado al Tribunal de Núremberg y a la Alemania de la posguerra, mientras que Magnus Brechtken opinó que si su profunda participación en el Holocausto se hubiera conocido en el momento de su juicio, habría sido condenado a muerte.
La imagen del buen nazi se sustentó sobre numerosos mitos de Speer. Además del mito de que era un tecnócrata apolítico, afirmó que no tenía pleno conocimiento del Holocausto o de la persecución de los judíos. Otro mito postula que Speer revolucionó la máquina de guerra alemana después de su nombramiento como Ministro de Armamentos gracias a un aumento espectacular en el envío de armas que se publicitó como el motivo de que Alemania se mantuviera en la guerra. Otro mito era que ideó un plan falso para asesinar a Hitler con gas venenoso, una falsedad que se le ocurrió al recordar el pánico que sentía cuando los gases del automóvil entraban por el sistema de ventilación de aire, a lo cual añadió los detalles. Brechtken escribió que su mentira más descarada fue inventada durante una entrevista con un periodista francés en 1952. El periodista describió una escena inventada en la que Speer rechazaba las órdenes de Hitler y el Führer se iba con lágrimas en los ojos. A Speer le gustó tanto que la añadió a sus memorias, con lo que el periodista había colaborado involuntariamente en uno de sus mitos.
Speer también buscó retratarse a sí mismo como un oponente al liderazgo de Hitler. A pesar de su oposición al complot del 20 de julio, afirmó falsamente en sus memorias que simpatizaba con los conspiradores. Sostuvo que Hitler fue amable con él por el resto de su vida después de enterarse de que lo habían incluido en una lista de posibles ministros, otro elemento clave de sus mitos. También afirmó falazmente que se había dado cuenta muy pronto de que la guerra estaba perdida, y que por ello trabajó para preservar los recursos necesarios para la supervivencia de la población civil. En realidad, había tratado de prolongar la guerra hasta que fuera imposible resistir más, contribuyendo así a la gran cantidad de muertes y la enorme destrucción que Alemania sufrió en los últimos meses del conflicto.

### Negación de responsabilidad

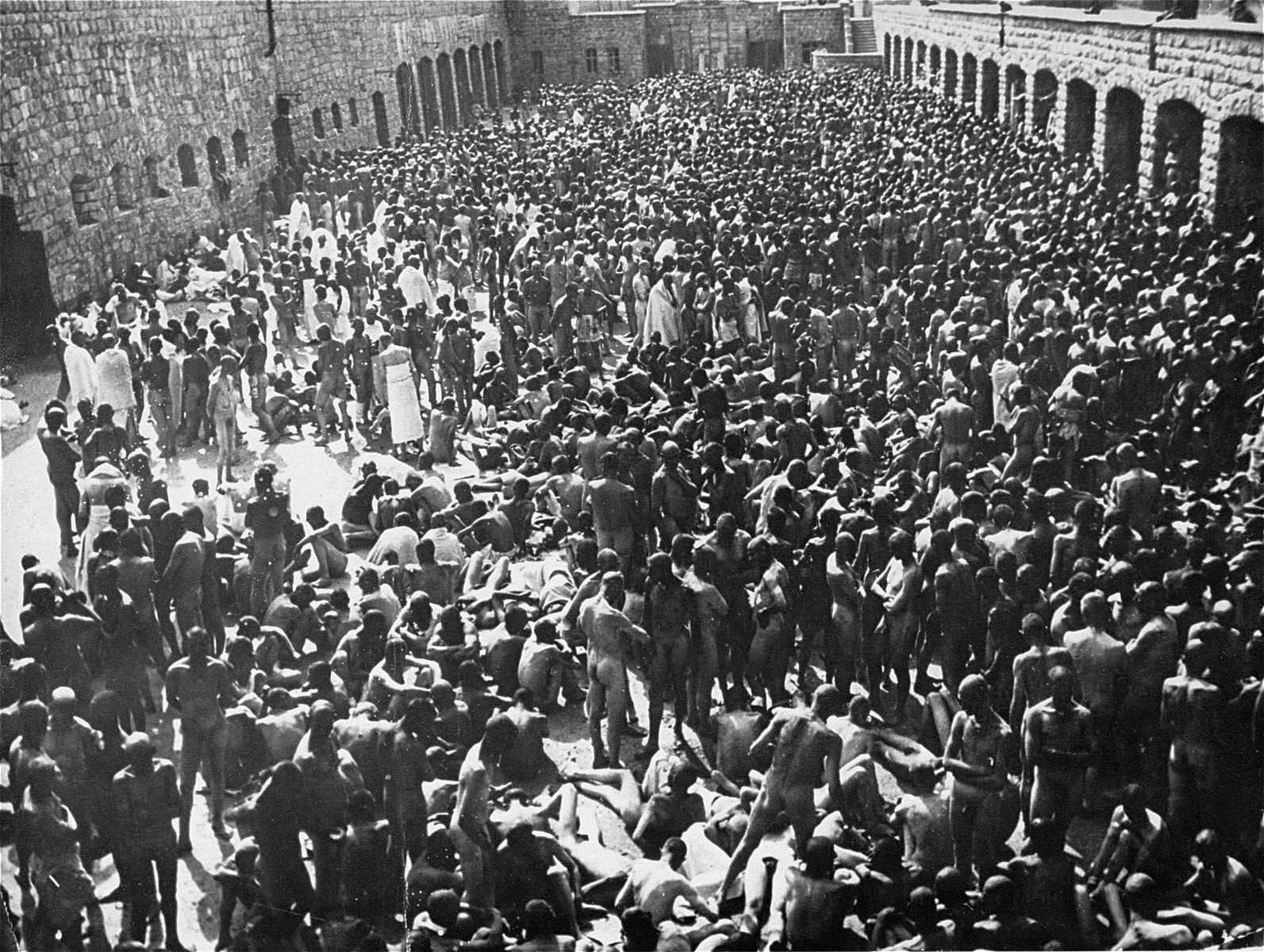
Nuevos prisioneros del campo de concentración de Mauthausen esperando su desinfección.

Speer mantuvo en los juicios de Núremberg y en sus memorias que no tenía conocimiento directo del Holocausto. Solo admitió sentirse incómodo con los judíos en la versión publicada de los Diarios de Spandau. En términos más generales, Speer aceptó la responsabilidad de las acciones del régimen nazi. El historiador Martin Kitchen afirma que Speer era «plenamente consciente de lo que les había sucedido a los judíos» y que estuvo «íntimamente involucrado en la 'Solución Final'». Magnus Brechtken dijo que Speer solo admitió una responsabilidad general del Holocausto para ocultar su responsabilidad directa y real. Speer fue fotografiado con trabajadores esclavos en el campo de concentración de Mauthausen en 1942 y Blaine Taylor sostiene que si la foto hubiera estado disponible en los juicios de Núremberg habría sido ahorcado. En 2005, el periódico The Daily Telegraph publicó que habían aparecido documentos que indicaban que Speer había aprobado la asignación de materiales para la ampliación del campo de concentración de Auschwitz después de una inspección de las instalaciones realizada por sus asistentes en un día en que casi mil judíos fueron masacrados. Heinrich Breoler, al hablar sobre la construcción de Auschwitz, dijo que Speer no era solo un engranaje en el trabajo, sino que era el «terror mismo».
Speer también negó estar presente en los discursos de Posen (Poznan) a los líderes nazis en una conferencia el 6 de octubre de 1943, en la que Heinrich Himmler dijo: «Se tuvo que tomar la grave decisión de hacer que esta gente desapareciera de la tierra»; y más tarde, «Los judíos deben ser exterminados». Himmler menciona a Speer y se dirige a él en varias ocasiones durante este discurso. En 2007, el diario The Guardian informó que se había encontrado una carta de Speer con fecha del 23 de diciembre de 1971 en una colección de su correspondencia con Hélène Jeanty, viuda de un combatiente de la resistencia belga, en la que el antiguo ministro admite que «No hay duda: estuve presente cuando Himmler anunció el 6 de octubre de 1943 que todos los judíos serían asesinados».

### El milagro armamentístico

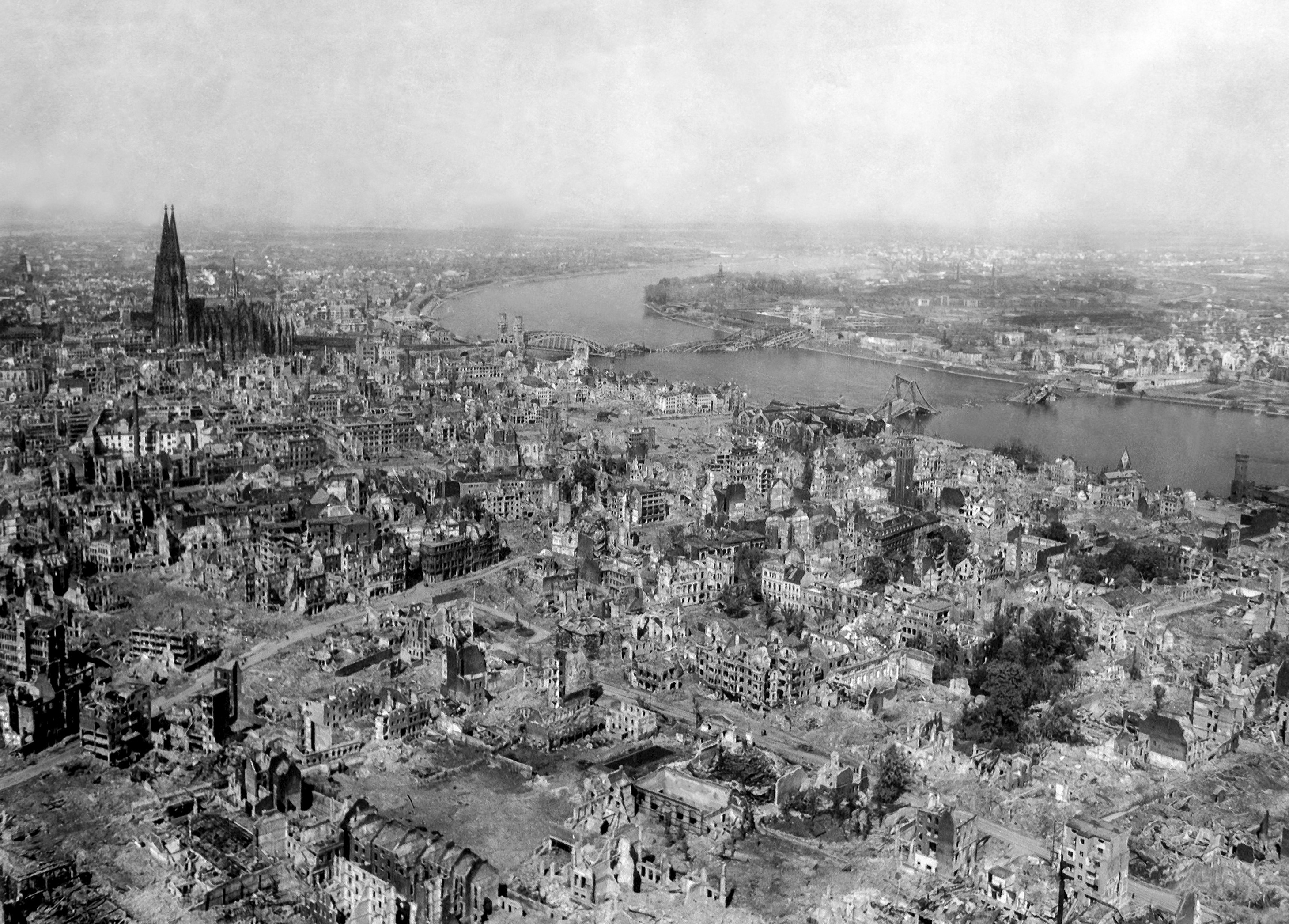
La ciudad alemana de Colonia en ruinas al final de la guerra.

A Speer se le reconoció como el responsable del «milagro armamentístico». Durante el invierno de 1941-1942, a la luz de la desastrosa derrota de Alemania en la Batalla de Moscú, los líderes alemanes, incluidos Fromm, Thomas y Todt, llegaron a la conclusión de que la guerra no se podía ganar. La posición racional a adoptar era buscar una solución política que pusiera fin a la guerra sin derrota, pero la respuesta de Speer fue usar su habilidad propagandística para demostrar un nuevo dinamismo en la economía de guerra. Publicó unas estadísticas espectaculares en las que se alegaba que se había multiplicado por seis la producción de artillería y consiguió que esa propaganda se difundiera por todo el país. Así logró acallar la discusión sobre que la guerra debía acabar.
El «milagro» armamentístico era un mito sostenido sobre la manipulación estadística que Speer efectuó para respaldar sus afirmaciones. La producción de armamento en efecto aumentó; sin embargo, se debió a las consecuencias lógicas de la reorganización realizada antes de que Speer asumiera el cargo, a la implacable movilización de trabajadores forzados y a una reducción deliberada en la calidad de la producción en favor de la cantidad. En julio de 1943, la propaganda sobre producción de armamento de Speer se volvió irrelevante porque ya no pudieron ocultarse al pueblo alemán una serie de derrotas dramáticas en el campo de batalla que pusieron a Alemania ante la perspectiva de perder la guerra. Brechtken escribe que Speer sabía que Alemania iba a perder la guerra y deliberadamente extendió su duración, causando la muerte en los campos de exterminio y de batalla de millones de personas que de otro modo habrían vivido. Kitchen dijo: «No puede haber ninguna duda de que Speer realmente ayudó a prolongar la guerra más de lo que muchos creían posible, como resultado de lo cual murieron millones de personas y Alemania quedó reducida a un montón de escombros».

## Legado arquitectónico

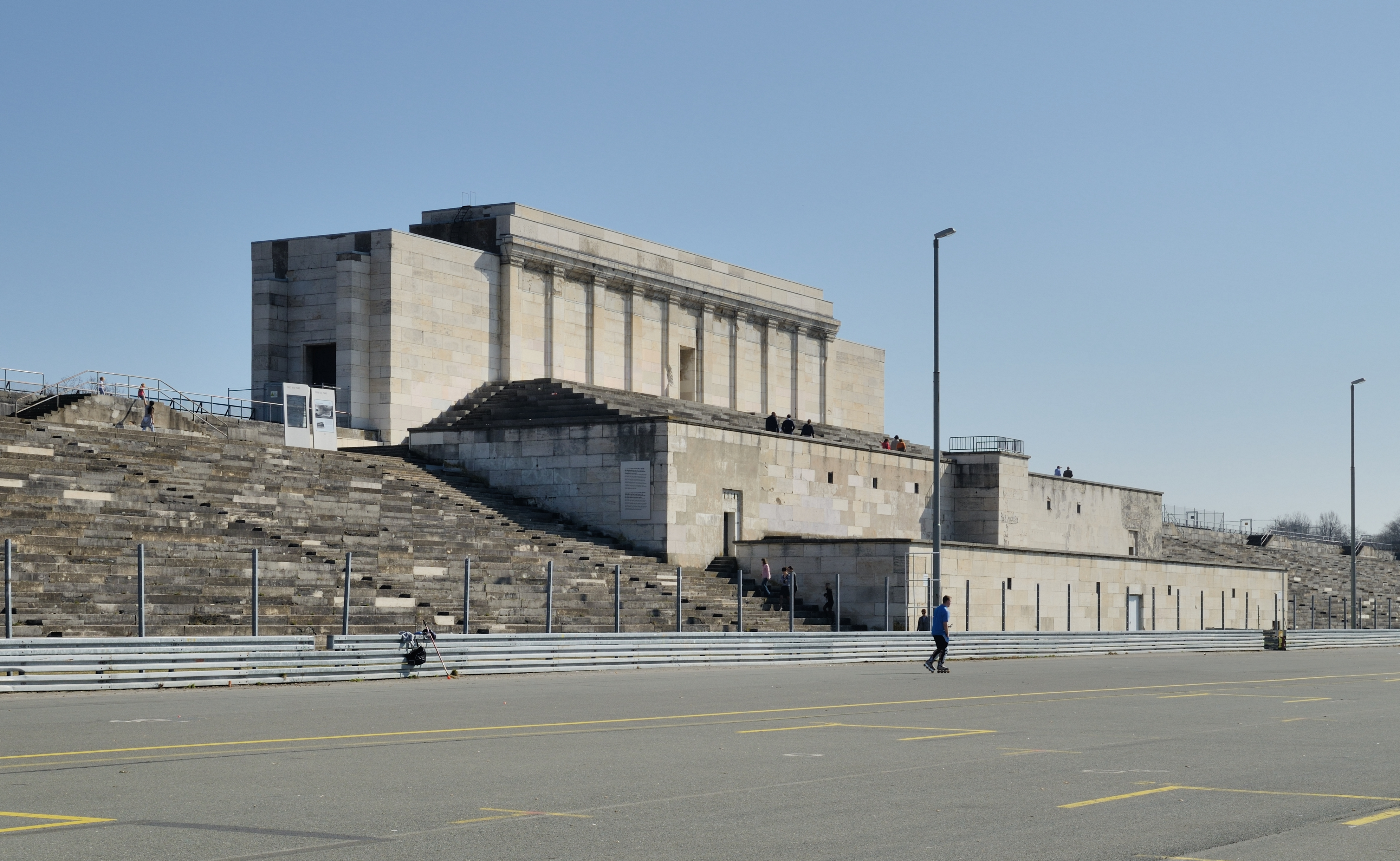
Tribuna del Campo Zeppelín de Núremberg, diseñada por Speer (Vista en 2012).

Poco queda, más allá de fotos y planos, de las obras arquitectónicas más personales de Albert Speer. En Berlín no queda casi ningún edificio diseñado por el arquitecto en la era nazi, salvo el Schwerbelastungskörper, un cuerpo de carga pesada construido hacia 1941 que tiene forma de enorme cilindro de hormigón de 14 metros de altura que se utilizó para medir la subsidencia del suelo como parte de los estudios de viabilidad para un gigantesco arco de triunfo y otras grandes estructuras propuestas como parte de Welthauptstadt Germania, el proyecto de renovación de posguerra de Berlín propuesto por Hitler. El cilindro ahora es un hito protegido y está abierto al público. La tribuna del Campo Zeppelín en Núremberg, aunque parcialmente demolida, se puede visitar.
La Cancillería del Reich, en cuya construcción participó Speer, resultó muy dañada durante los bombardeos aéreos de la batalla de Berlín. Sobrevivieron sus muros exteriores, pero fueron desmantelados por los soviéticos. Rumores sin fundamento sostenían que sus restos se usaron para otras construcciones como la Universidad Humboldt de Berlín, la estación de metro de Mohrenstraße o monumentos de guerra soviéticos en Berlín.